# Mara Čop

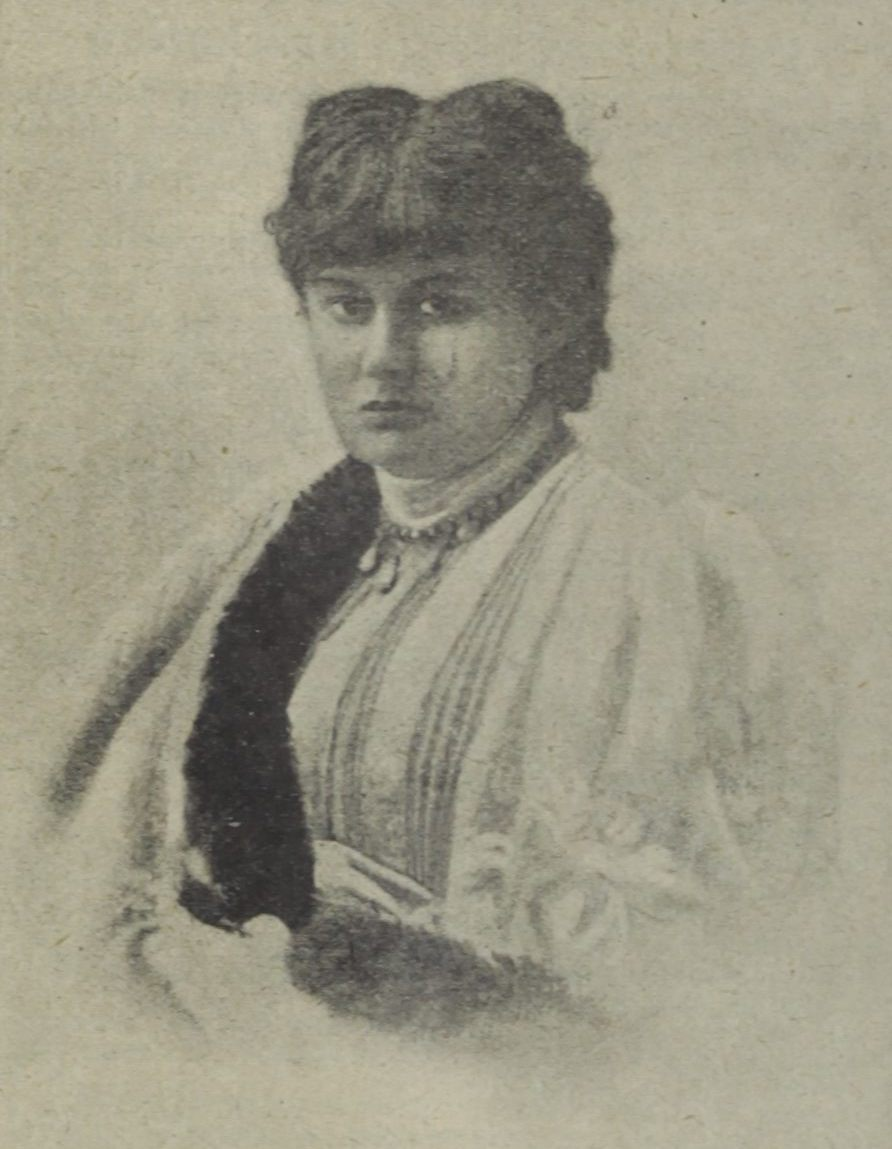
Mara Čop, um 1901

Mara Čop (* 10. August 1859 in Livorno, Italien; † 25. Mai 1910 in Görz) war eine österreichische Schriftstellerin. Sie schrieb unter dem Pseudonym Mara Čop Marlet.

## Leben
Sie kam als Tochter des österreichischen Offiziers Anton Čop in Livorno zur Welt, ihre Mutter stammte aus Mainz; (siehe auch: Festung Mainz). Infolge der italienischen Revolution verlor die Familie ihr Vermögen und zog nach Kroatien, wo Berks aufwuchs. In erster Ehe heiratete sie 1889 in Algerien den französischen Rechtsanwalt Charles Lenger-Marlet; eine gemeinsame Tochter starb nach kurzer Zeit. Mit ihrem Mann unternahm sie verschiedene Weltreisen, die sie unter anderem nach Nordafrika und zu verschiedenen Mittelmeer-Inseln brachte. Sie begann zu dieser Zeit für verschiedene französische Zeitungen und Tagesblätter, darunter die Nouvelle revue, über ihre Reiseeindrücke  zu schreiben. Besonders hoben Zeitgenossen ihre ethnografischen Studien zu Sinti und Roma hervor, für die sie von der englischen Gypsy Lore Society zum korrespondierenden Ehrenmitglied ernannt wurde. Die französische Académie des Palmiers ernannte sie zu ihrem Mitglied. Für die ungarische ethnographische Gesellschaft arbeitete sie als Referentin.
Nach dem Tod ihres ersten Ehemanns zog Berks nach Graz und heiratete 1894 in zweiter Ehe den Großgrundbesitzer und österreichischen Reichstagsabgeordneten Hugo von Berks († 1906), mit dem sie einen Sohn hatte. Die Familie lebte auf Schloss Reifenstein bei St. Georgen, Steiermark. Nach dem Tod ihres Gatten (1906) übersiedelte Berks nach Görz, wo sie Anfang Juni 1910 verstarb.
Neben Artikeln für Zeitungen und Zeitschriften schrieb Berks Novellen, die unter anderem in der Wiener Mode und im Jahresbuch der Dioskuren erschienen, sowie Schauspiele und Dramen. Sie übersetzte zudem Schauspiele ins Deutsche, darunter Guy de Maupassants Pierre et Jean (1890 unter dem Titel Muschelkinder).

## Werke
- 1887: Aus den Edelhöfen des Balkan. Novellen
- 1887: Dankos Glück. Ethnographische Studie aus Afrika
- 1888: Südslawische Frauen. Auf Höhen und Tiefen der Balkanländer
- 1890: Ein Goldstück. Schauspiel
- 1890: Das Hochzeitslied. Lustspiel
- 1890: Muschelkinder. Opernlibretto
- 1890: Psyche. Schauspiel
- 1897: Vom Pariser Macadam. Novellen und Skizzen
- 1907: Die Sünderin. Roman aus der österreichischen Gesellschaft
- 1908: Gestrandet. Roman aus der Gesellschaft
- 1909: Ins Bad. Milit.-humoristischer Roman

### Aufsätze
- Vlaho Bukovac, Artikel in: Österreichs Illustrierte Zeitung, 22. Februar 1903, S. 400–401 (online bei ANNO).